# Zákopčie
Zákopčie es un municipio del distrito de Čadca en la región de Žilina, Eslovaquia, con una población estimada a final del año 2024 de 1683 habitantes.
Se encuentra ubicado al noroeste de la región, cerca del curso alto del río Váh (cuenca hidrográfica del Danubio) y de la frontera con la República Checa y Polonia.

## Demografía
| Año        | 1994 | 2004    | 2014    | 2024    |
| ---------- | ---- | ------- | ------- | ------- |
| Población  | 1726 | 1830    | 1797    | 1683    |
| Diferencia |      | +6,02 % | −1,80 % | −6,34 % |

| Año        | 2023 | 2024    |
| ---------- | ---- | ------- |
| Población  | 1692 | 1683    |
| Diferencia |      | −0,53 % |